# Dendroconche annabellae
Dendroconche annabellae là một loài thực vật có mạch trong họ Polypodiaceae. Loài này được (H.O. Forbes) Copel. miêu tả khoa học đầu tiên năm 1911.